# Барель, Олеся Ивановна
Олеся Ивановна Барель (9 февраля 1960, Кострома, РСФСР, СССР) — советская баскетболистка. Мастер спорта СССР международного класса (1980). Заслуженный мастер спорта СССР (1984). Центровая.
Выступала за ЦСКА (Москва), французский «Шаль-лез-О», бельгийский «Намюр». Играла в дивизионе «Б» российской Суперлиги (сезон 1996/1997) в составе «Глории-МИИТ» (Москва).
В 2000-е годы работала в коммерческом отделе компании «ЕвроПрофСпорт».

## Достижения
- Бронзовый призёр ОИ-88
- Чемпионка Европы 1980, 1981, 1983, 1985, 1987, 1989
- Чемпион мира 1983
- Серебряный призёр ЧМ 1986
- Чемпионка СССР 1985, 1989
- Бронзовый призёр чемпионата СССР 1980
- Обладательница Кубка СССР 1978
- Чемпионка Универсиады-81, Универсиады-85
- Чемпионка Франции 1990/91, Бельгии 1991/92